# Дом здравља Приједор
Дом здравља Приједор је јавна здравствена установа примарне здравствене заштите у Републици Српској, Босна и Херцеговина, по организационој и кадровској структури, мрежи објеката и опремљености. Решењем Министарства здравља и социјалне заштите РС сертификована је здравствена установа у Републици Српској.
Са својим капацитетима она је данас у Републици Српској, сертификована референтна здравствена установа за јачање примарне здравствене заштите, успостављање ефикасног система пружања услуга, стварање адекватног профила здравствених радника, увођење и примјена стандарда квалитета здравствене заштите, јачање учешћа локалне заједнице у обезбеђивању примарне здравствене заштите. Своју делатност обавља на простору Града Приједор  за осигуранике са простора 71 насељеног места, и три већа насеља урбаног типа: насељено место Приједор (око 50.000 становника), градић Козарац (око 5.000 становника) и рударска варошица Љубија (4.500 становника).

## Положај и размештај
Седиште Дома здравља је у Приједору у улици Вожда Карађорђа 2.  Поред главног објекта који се налази у центру града, Дом здравља располаже и објектима у градским и сеоским месним заједницама, са циљем приближавања здравствених услуга становништву.
У згради бившег Завода за медицину рада налазе се руководство Дома здравља, КСЗ-педијатријска амбуланта, Центар за физичку рехабилитацију у заједници и Служба медицинске подршке, а Центар за заштиту менталног здравља је у Улици Краља Александра. У циљу пружања квалитетне и приступачне здравствене заштите развијена је мрежа амбуланти породичне медицине у насељима Урије, Орловача, Брезичани, Љубија, Хамбарине, Петрово, Ракелићи, Козарац, Омарска, Горња Ламовита и Бистрица.

## Историја
Организација здравствене службе у општини Приједор од 1958. до 1959.
Када је здравствене служба почела се радом у срезу Приједор, коју су чиниле четири општине: Приједор, Љубија, Козарац и Омарска, она је у периоду од 1958. до 1959. године,  свака од њих је била са својом организационом јединицом за пружање здравствене заштите. Општина Приједор је имала Дом јавног здравља са општом ординацијом и пет лекара, и службом за децу.
Самосталне здравствене службе ван Дома здравља у овом периоду биле су:
- Здравствена станица Фабрике целулозе и папира са општом ординацијом и стоматологијом, један лекар опште медицине и један стоматолог који су пружали здравствене услуге радницима фабрике и члановима њихових породица.
- Железничка здравствена амбуланта.
- Епидемиолошка служба у улици В. Караџића са лекаром специјалистом.
- Фармацеутска служба у оквиру које је постојала једна апотека са једним апотекаром, а од 1961. године са два фармацеута.

Организација здравствене службе у општини Приједор у периоду од 1959.до данас
- 1959. године почела је изградња зграде Дома здравља, која је завршена 196 . године.
- 1961. године у Дому народног здравља организоване су службе: општа пракса, стоматолошка служба са зуботехничком лабораторијом, АТД дијагностика и болница (у кругу старе болнице), дечији диспанзер,и патронажне службе поливалентног типа.
- Када је 1963. године укинут срез и све општине, основана је општина Приједор, али су здравствене службе бивших општина остале независне.
- 1968. године дошло је до промене у организацији здравствене службе. Медицински центар „Др Младен Стојановић“ основан је када је започета интеграција здравствене службе на територији целе општине која је окончана 1972. године.
- 1971. године почела је са радом Општа болница са свим одељењима. У граду се отварају још две апотеке.
- 1972. године стоматолошка служба је измештена из зграде Дома здравља у просторије Фабрике целулозе и папира, а у једној основној школи отворена је амбуланта за школску децу. Болница у Љубији трансформисана је у Неуропсихијатријско одељење са амбулантом за ментално здравље.
- 1975. године завршена је интеграција целокупне здравствене службе у Дом здравља „Др Младен Стојановић”.
- 1987. године ООУР Дом здравља Омарска, Козарац и Љубија интегрисани су са ООУР Дом здравља Приједор.
- 1995. године извршена је реинтеграција Дома здравља „Др Младен Стојановић“ у две самосталне здравствене установе, Дом здравља Приједор и Општа болница Приједор.
- 2007. почела ј реализација Пројекта јачања здравственог сектора у РС, који ради по моделу породичне медицине.
- У 2015. години успешно је завршен процес увођења међународних стандарда за управљање квалитетом ИСО 9001.[2]

## Организација
У оквиру Дома здравља Приједор постоје: управа, медицински део (са 3 амбуланте породичне медицине, специјалистичким и стоматолошким службама) и немедицински део.

### Управа
- Директор, помочник директора за медицинске послове, главни медицински техничар.[3]
- Управни одбор одговоран за пословање Дома здравља

### Медицинске службе, центри и амбуланте
Службе
- Служба хитне медицинске помоћи и хитни санитетски превоз:са амбулантама Петрово, Ламовита, Бистрица, Козарац, Хамбарине, Љубија, и три мобилне екипе, две у Приједору и једна у Омарској.[4]
- Служба породичне медицине: која собзиром на број становника и нејединственост општине, у Приједору своју делатност обавља у 42 амбуланте породичне медицине.[5]
- Служба хигијенско – епидемиолошких послова и имунизације
- Служба лабораторијске дијагностике
- Служба РТГ и УЗ
- Служба опште стоматологије, превентивне и дјечије стоматологије и стоматолошка лабораторија

Центри
- Центар за физикалну рехабилитацију у заједници
- Центар за заштиту менталног здравља

Амбуланте
- Амбуланта за специјалистичке консултативне прегледе
- Амбуланта за специјалистичке консултације из педијатрије

### Немедицинске службе
- Служба за економско-финансијске послове
- Служба општих, превних и кадровских послова

## Кадровска структура

### Служба породичне медицине
Служба породичне медицине запошљава 30 доктора породичне медицине, 7 доктора медицине и 3 доктора  породичне медицине на специјализацији. У служби ради укупно 76 медицинских техничара, од чега 22 техничара са вишом стручном спремом.
Служба хитне медицинске помоћи има 3 стална доктора ургентне медицине, 4 доктора медицине, 3 више медицинске сестре/техничара и 14 медицинских сестара/техничара, а један доктор медицине је на специјализацији ургентне медицине.
Свим корисницима здравствене заштите који су непокретни или полупокретни омогућена је кућна посета ради дијагностичких или терапијских процедура, које се обављају по налогу лекара породичне медицине.
У циљу квалитетне и приступачне здравствене заштите, поред централног објекта Дома здравља Приједор, развијена је мрежа амбуланти породичне медицине у насељима Урије, Орловача, Брезичани, Љубија, Хамбарине, Петрово, Ракелићи, Козарац, Омарска, Горња Ламовита и Бистрица.

### Служба хитне медицинске помоћи
Служба хитне медицинске помоћи једина је служба која континуирано пружа хитну медицинску помоћ витално угроженим и повријеђеним пацијентима на подручју општине Приједор од 0 до 24 сата.  Основна делатност је рад медицинског тима који пружа хитну медицинску помоћ на месту догађаја (на терену) као и у амбуланти службе за пацијенте са акутним обољењем., који се одвија сменски (12-часовна смена) и кроз тимски рад. Поред медицинских екипа које раде у просторијама службе, грађанима су на располагању три мобилна тима, два у Приједору и један у Омарској.
Служба хитне медицинске помоћи, између осталог, обавља и медицински превоз пацијената,  на болничко лечење и контролне прегледе у Општој болници Приједор, Универзитетском клиничком центру Бања Лука и другим здравственим установама.

### Лабораторијска служба
Лабораторијска служба обавља широк спектар анализа из области савремене клиничке дијагностике уз коришћење најсавременијих апарата, за постављање дијагнозе, праћење тока болести и процену ефикасности прописане и примењене терапије.
Поред Централног објекта у Приједору, Служба лабораторије је организована и на Одељењу Омарска, која пружа свакодневну дијагностичку подршку тимовима породичне медицине на терену.
У подручним амбулантама у селима Брезичани, Козарац, Ракелићи, Љубија, Хамбарине и Петрово,  рад лабораторијске службе, одвија се по одређеном распореду.